# Fundacja "Pokonaj Chłoniaka"
Fundacja "Pokonaj Chłoniaka" – organizacja pożytku publicznego z siedzibą w Krakowie przy ul. Rejtana 2, założona w 2019 roku z inicjatywy prof. dr. n. med. Wojciecha Jurczaka oraz dr hab.n.med. Moniki Długosz-Daneckiej. Misją fundacji jest edukacja chorych, poszerzanie ich wiedzy o diagnostyce i leczeniu chłoniaka, dostarczanie zweryfikowanych przez specjalistów informacji o nowych metodach terapii.  

## Cele formalne i struktura

### Najważniejsze cele fundacji[1]
- edukacja chorych o diagnostyce i leczeniu chłoniaka
- dostarczanie zweryfikowanych informacji o nowych metodach leczenia prezentowanych przez lekarzy specjalistów
- utworzenie społeczności chorych celem wymiany ich doświadczeń
- szkolenia dla pielęgniarek i pielęgniarzy z metod leczenia chłoniaków

### Zarząd[3][4]
- Wojciech Jurczak – prezes
- Monika Długosz-Danecka – wiceprezes
- Alicja Prochoń – dyrektor fundacji

### Rada fundacji[4]
- Piotr Watoła
- Ewa Pietrusza
- Marcin Pasiarski

## Działalność
Głównym narzędziem komunikacji z chorymi jest uruchomiony w 2019 roku serwis www.chloniak.org, który dostarcza informacji o najczęściej występujących podtypach chłoniaka, standardzie diagnostyki i leczenia, z wyjaśnieniem sposobu działania poszczególnych metod terapeutycznych. W swoim zamierzeniu ma być przewodnikiem dla pacjentów, u których rozpoznano chłoniaka. Można tu znaleźć informacje o metodach leczenia finansowanych w ramach NFZ jak i o toczących się w Polsce badaniach klinicznych, umożliwiających nieodpłatny dostęp do nowych technologii medycznych.
Fundacja prowadzi dla pacjentów webinary z hematoonkologami i lekarzami innych specjalizacji, a także psychoonkologami i onkodietetykami. Podczas wybranych sesji można zadawać pytania specjalistom.
Rozpoczęto również szkolenia dla pielęgniarek i pielęgniarzy w zakresie poszerzania wiedzy nt. metod leczenia chłoniaków i radzenia sobie z niepożądanymi objawami leczenia.
W ramach fundacji działa społeczność „NiePochłonięci”, największa w Polsce grupa na portalu internetowym dla chorych oraz ich rodzin. Omawiane są na niej merytoryczne kwestie związane z diagnostyką i leczeniem chłoniaków, można również uzyskać wzajemne wsparcie i zrozumienie w chorobie.

## Źródła finansowania
Fundacja utrzymuje się z grantów edukacyjnych oraz darowizn. Od 2023 roku jest Organizacją Pożytku Publicznego, co daje prawo do korzystania z odpisów 1,5% podatku dochodowego od osób fizycznych. Istnieje możliwość wpłat darowizn poprzez portal SiePomaga: Wsparcie dla Fundacji Pokonaj Chłoniaka.